# Groupe de la Dorade
Le groupe de la Dorade est généralement considéré comme un groupe, mais il pourrait s'approcher d'un amas de galaxies en raison de sa taille.
Plusieurs études ont été réalisées sur les galaxies de ce groupe. En 1982, 18 galaxies ont été identifiées comme faisant partie du groupe de la Dorade par John Peter Huchra et Margaret J. Geller, dont l'une a été plus tard éliminée. En 1989, le nombre de galaxies du groupe a été porté à 46 par Maia et Da Costa. En 1990-1991, Henry C. Ferguson et Allan Sandage ont identifié 34 autres candidats possibles dont la magnitude était supérieure à 19 et ils ont éliminé un membre de la liste de Maya, pour un total de 79 galaxies. En 1993, A.M. Garcia identifia deux groupes distincts parmi les galaxies retenues par les autres études. Selon Garcia, 7 galaxies font partie du groupe de NGC 1566 (NGC 1536, NGC 1566, NGC 1581, NGC 1596, NGC 1602, IC 2058 et ESO 157-30) et 5 autres galaxies font partie du groupe de NGC 1533 (NGC 1543, NGC 1546, NGC 1549, NGC 1553 et NGC 1574). La distance des galaxies du groupe de NGC 1566 est de 21,5 Mpc et celle du groupe de NGC 1553 est de 16,1 Mpc. Finalement, dans une étude réalisée en 2005 par Kilborn et al., on retrouve une liste de 24 galaxies appartenant au groupe de NGC 1566. Toutes les galaxies des deux groupes identifiés par Garcia apparaissent dans la liste de Kilborn et al. 

## Galerie
Deux des 4 galaxies dominantes du groupe de NGC 1566 (télescope spatial Hubble)

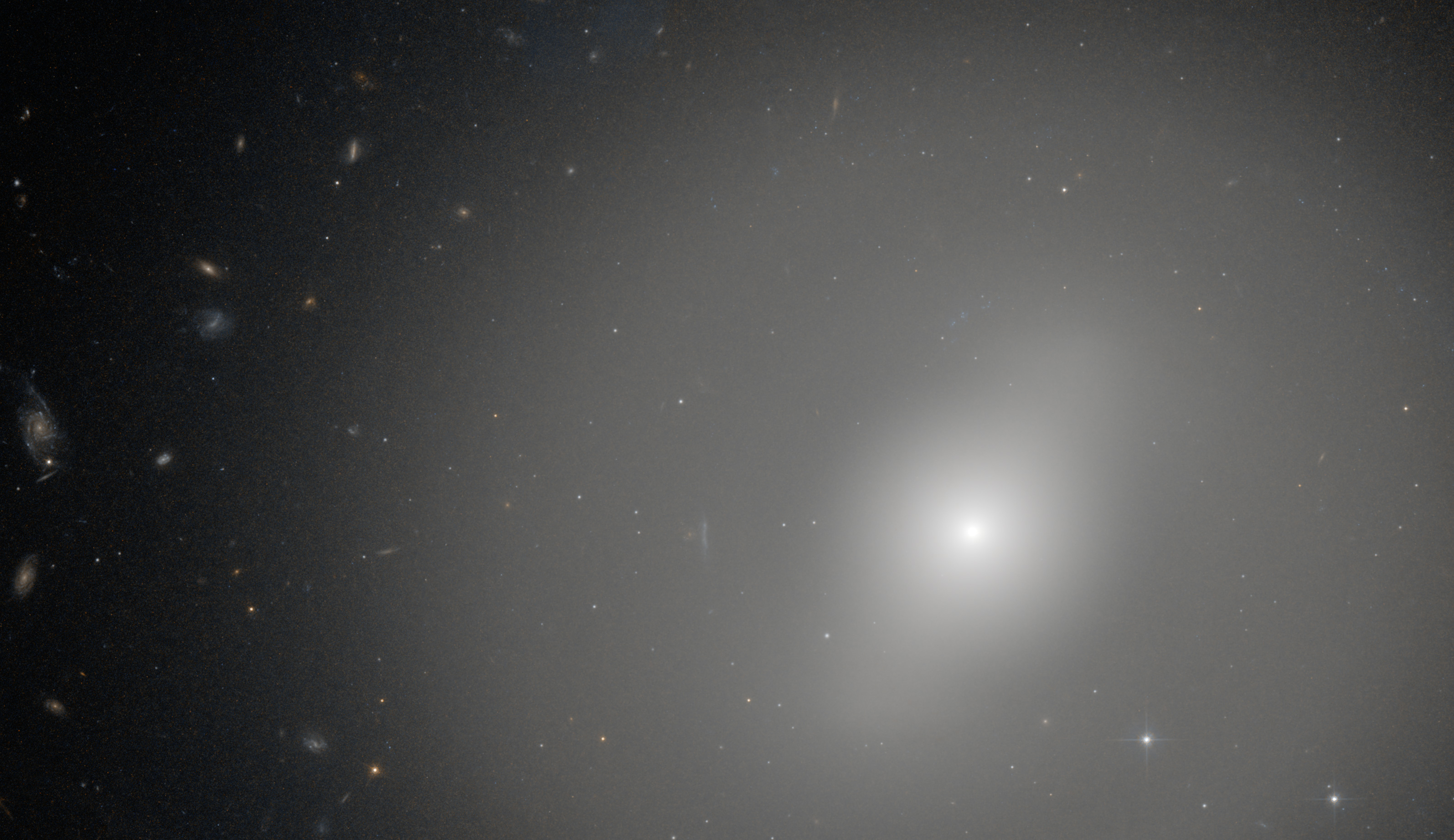
NGC 1533
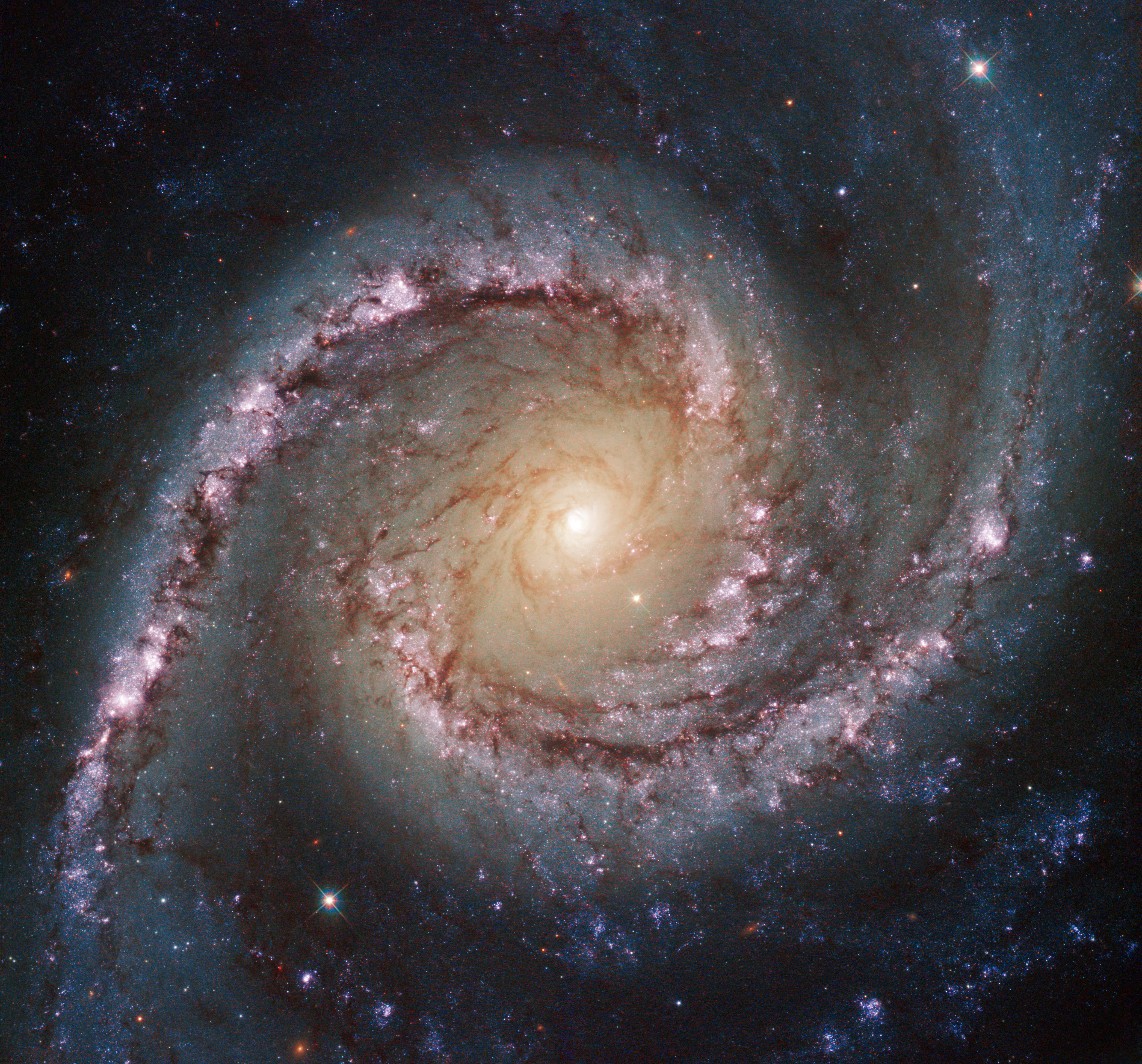
NGC 1566

## Membres
Les principaux membres du groupe de la Dorade se trouvent dans le sous-groupe de NGC 1566. Le tableau ci-dessous liste les 24 galaxies indiquées dans l'article Kilborn et al. La distance moyenne les galaxies entre ce groupe et la Voie lactée est de 18,3 Mpc.
| Nom                | Const.   | Class.          | Type                     | α (J2000.0)   | δ (J2000.0)  | Vitesse radiale (km/s) | m            | Distance   | Diamètre (kal) |
| ------------------ | -------- | --------------- | ------------------------ | ------------- | ------------ | ---------------------- | ------------ | ---------- | -------------- |
| IC 2049            | Réticule | SAB(s)d?        | Spirale intermédiaire    | 04h 12m 04.3s | -58° 33′ 25″ | 1479 ± 7               | 14,2         | 21,5 ± 1,5 | 54             |
| NGC 1536           | Réticule | SB(s)c pec?     | Spirale barrée           | 04h 10m 59.8s | -56° 28′ 50″ | 1217 ± 13              | 12,5         | 17,7 ± 1,3 | 42             |
| NGC 1543           | Réticule | (R)SB0^0(s)     | Lenticulaire             | 04h 12m 43.2s | -57° 44′ 17″ | 1176 ± 7               | 10,5         | 17,2 ± 1,2 | 251            |
| LSBG F157-081      | Réticule | Irr             | Irrégulière              | 04h 27m 13.7s | -57° 25′ 42″ | 1215 ± 7               | 16,72 ± 0,12 | 17,9 ± 1,3 | ?              |
| NGC 1533           | Dorade   | SB0^-           | Lenticulaire             | 04h 09m 51.8s | -56° 07′ 06″ | 790 ± 5                | 10,7         | 11,4 ± 0,8 | 98             |
| IC 2038            | Dorade   | Sd pec?         | Spirale                  | 04h 08m 53.7s | -55° 59′ 22″ | 712 ± 52               | 14,8         | 10,2 ± 1,1 | 76             |
| APMBGC 157+016+068 | Dorade   | Irr             | Irrégulière              | 04h 22m 51.7s | -56° 13′ 39″ | 1350 ± 4               | 16,32 ± 0,12 | 19,8 ± 1,4 | ?              |
| NGC 1546           | Dorade   | (R)S(rs)a?      | Spirale                  | 04h 14m 36.5s | -56° 03′ 39″ | 1284 ± 14              | 10,9         | 18,7 ± 1,3 | 84             |
| IC 2058            | Dorade   | Sd?             | Spirale                  | 04h 17m 54.3s | -55° 55′ 58″ | 1379 ± 1               | 12,9         | 20,2 ± 1,4 | 85             |
| IC 2032            | Dorade   | IAB(s)m pec?    | Irrégulière magellanique | 04h 07m 03.0s | -55° 19′ 26″ | 1068 ± 7               | 14,1         | 15,4 ± 1,1 | 28             |
| NGC 1566           | Dorade   | (R'_1)SAB(rs)bc | Spirale intermédiaire    | 04h 20m 00.4s | -54° 56′ 16″ | 1504 ± 2               | 9,7          | 22,0 ± 1,5 | 118            |
| NGC 1596           | Dorade   | SA0?            | Lenticulaire             | 04h 27m 38.1s | -55° 01′ 40″ | 1510 ± 8               | 11,2         | 22,2 ± 1,6 | 126            |
| NGC 1602           | Dorade   | IB(s)m pec?     | Irrégulière magellanique | 04h 27m 55.0s | -55° 03′ 08″ | 1568 ± 8               | 13,0         | 23,1 ± 1,6 | 54             |
| NGC 1515           | Dorade   | SAB(s)bc        | Spirale intermédiaire    | 04h 04m 02.7s | -54° 06′ 00″ | 1175 ± 7               | 11,2         | 16,9 ± 1,2 | 135            |
| NGC 1522           | Dorade   | (R')S0^0? pec   | Lenticulaire             | 04h 06m 07.9s | -52° 40′ 06″ | 898 ± 7                | 13,6         | 12,9 ± 0,9 | 20             |
| ESO 118-019        | Réticule | S0^0p           | Lenticulaire             | 04h 18m 59.5s | -58° 15′ 27″ | 1239 ± 45              | 13,73 ± 0,09 | 18,2 ± 1,4 | 29             |
| ESO 157-030        | Dorade   | E4?             | Elliptique               | 04h 27m 32.6s | -54° 11′ 48″ | 1471 ± 28              | 13,29 ± 0,09 | 21,6 ± 1,6 | 47             |
| ESO 157-047        | Dorade   | S0/a? pec sp    | Lenticulaire             | 04h 39m 19.1s | -54° 12′ 41″ | 1655 ± 10              | 14,92 ± 0,09 | 24,5 ± 1,7 | 40             |
| ESO 157-049        | Peintre  | S?              | Spirale                  | 04h 39m 36.9s | -53° 00′ 46″ | 1678 ± 5               | 12,57 ± 0,03 | 24,8 ± 1,7 | 59             |
| IC 2085            | Dorade   | S0^0^ pec       | Lenticulaire             | 04h 31m 24.2s | -54° 25′ 01″ | 982 ± 10               | 13,1         | 14,5 ± 1,0 | 57             |
| NGC 1549           | Dorade   | E0-1            | Elliptique               | 04h 15m 45.1s | -55° 35′ 32″ | 1256 ± 12              | 9,8          | 18,3 ± 1,3 | 208            |
| NGC 1553           | Dorade   | SA(rl)0^0       | Lenticulaire             | 04h 16m 10.5s | -55° 46′ 49″ | 1080 ± 11              | 9,4          | 15,7 ± 1,1 | 183            |
| NGC 1574           | Réticule | SA0^-(s)?       | Lenticulaire             | 04h 21m 58.8s | -56° 58′ 29″ | 1041 ± 16              | 10,4         | 15,3 ± 1,1 | 90             |
| NGC 1581           | Dorade   | S0-             | Lenticulaire             | 04h 24m 44.9s | -54° 56′ 31″ | 1600 ± 27              | 12,9         | 23,5 ± 1,7 | 56             |
| NGC 1617           | Dorade   | SB(s)a          | Spirale barrée           | 04h 31m 39.5s | -54° 36′ 08″ | 1069 ± 19              | 10,4         | 15,8 ± 1,1 | 87             |
| PGC 429411         | Réticule | Irr             | Irrégulière              | 04h 01m 15.2s | -53° 29′ 23″ | 1135 ± 40              | 15,14 ± 0,34 | 16,3 ± 1,3 | ?              |

Le site DeepskyLog permet de trouver aisément les constellations des galaxies mentionnées dans ce tableau ou si elles ne s'y trouvent pas, l'outil du site constellation permet de le faire à l'aide des coordonnées de la galaxie. Sauf indication contraire, les données proviennent du site NASA/IPAC.